# Reichenhaller Burgenweg

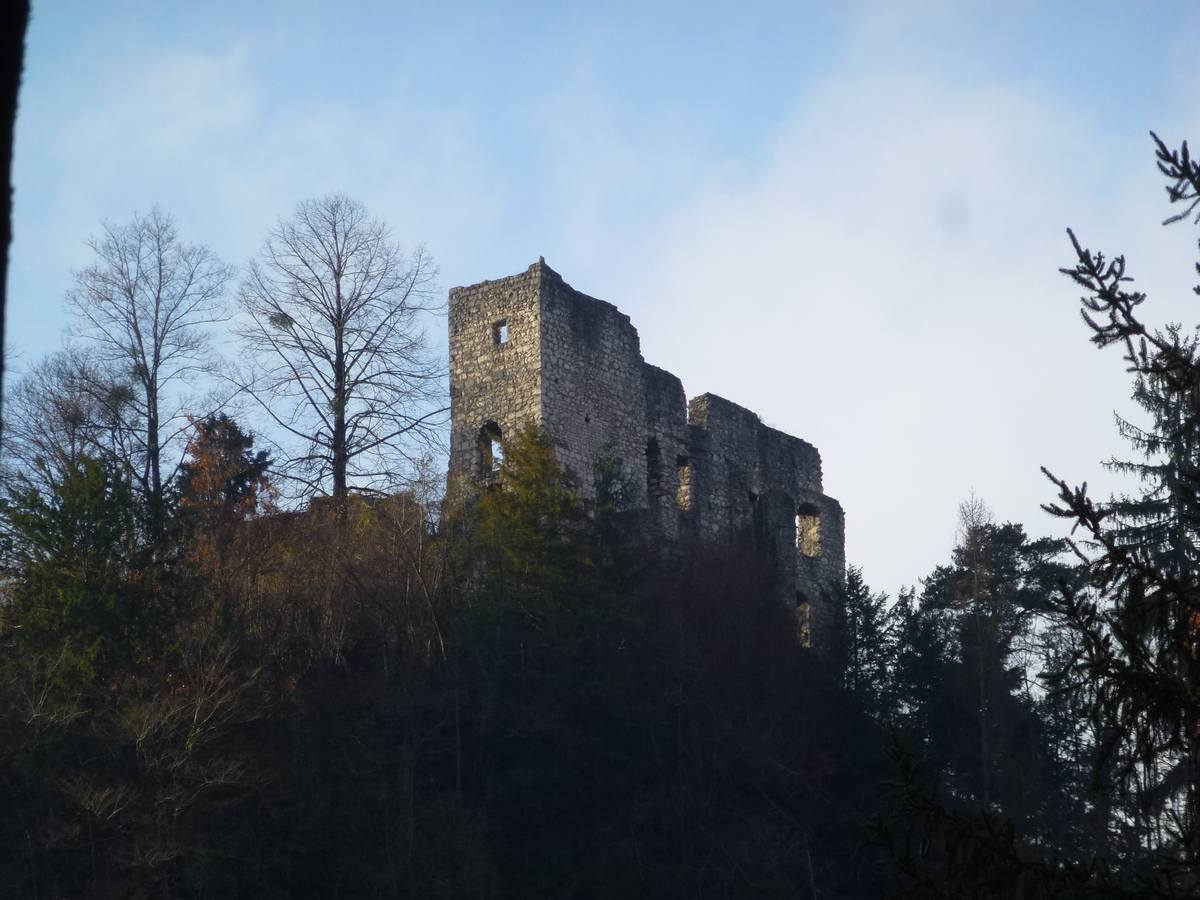
Burgruine Karlstein in Bad Reichenhall

Der Reichenhaller Burgenweg (auch: Burgenweg Bad Reichenhall) ist ein etwa 30 km langer Wanderweg der zu Schlössern, Burgen, Burgruinen und Burgställen in der oberbayerischen Stadt Bad Reichenhall und den umliegenden Gemeinden Bayerisch Gmain, Piding und Bischofswiesen sowie Großgmain (Land Salzburg) führt.

## Verlauf

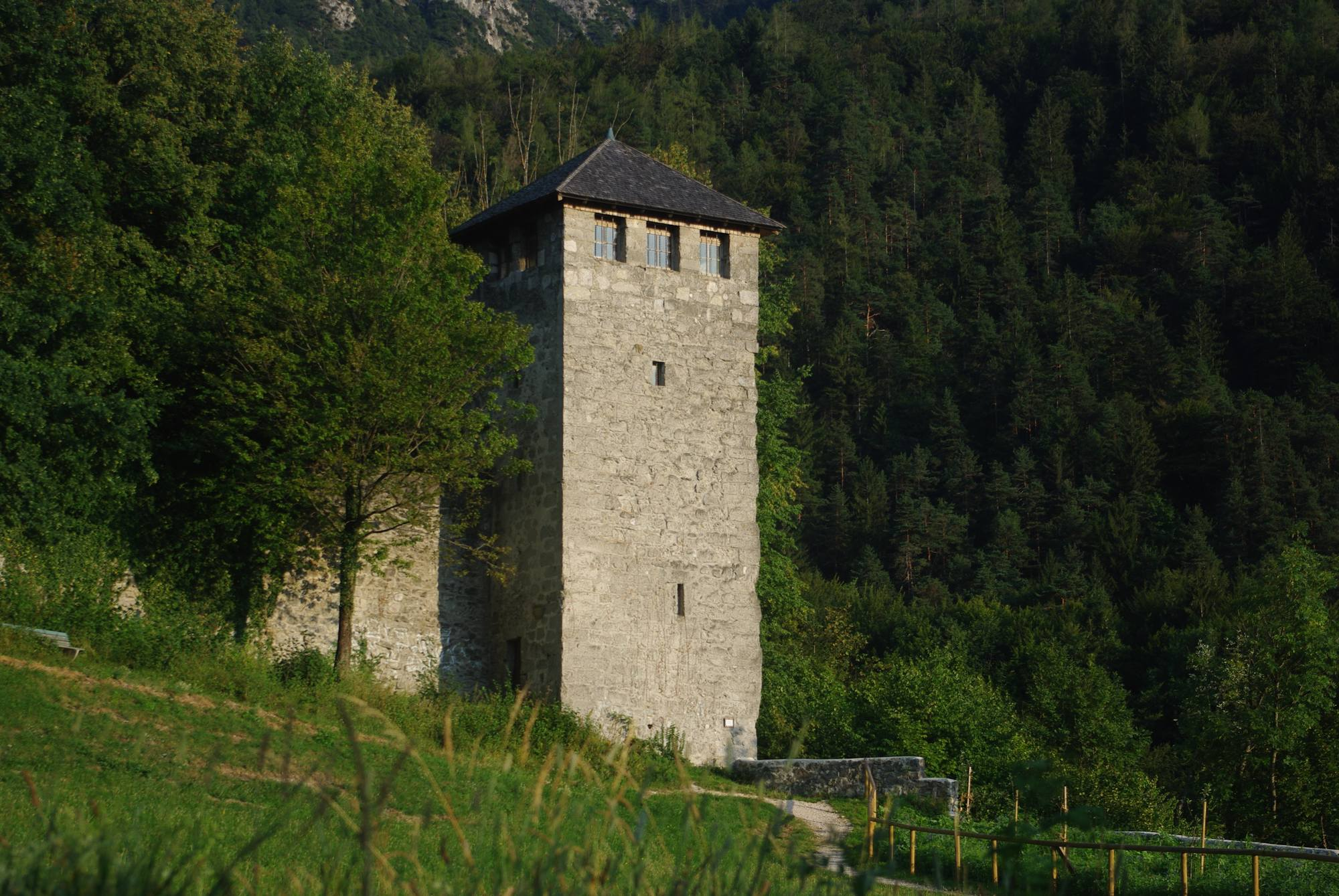
Pulverturm

Der Burgenweg folgt bereits vorhandenen Wanderwegen im Bad Reichenhaller Talkessel, darunter auch der Soleleitungsweg entlang der Trasse der Soleleitung von Bad Reichenhall nach Traunstein. Ein Stück des Weges teilt sich der Burgenweg mit dem Salzalpensteig.
Ausgangspunkt für die Wanderung auf dem Burgenweg ist das Wegezentrum 2 beim Schloss Marzoll im gleichnamigen Ortsteil. Von dort überquert der Weg die Landesgrenze zu Österreich, führt über die Buchhöhstraße zum Latschenwirt und weiter über den Tannenwinkel und die Bruchhäuslstraße zur Plainburg. Über Wolfschwang und die westlichen Ausläufer des Untersbergs geht es weiter bis nach Hallthurm, wo sich Reste der Talsperre mit Wehrturm sowie die Burgställe Althaus und Hagenfels befinden. In Richtung Bayerisch Gmain verläuft der Burgenweg parallel zur Bahnstrecke bis in die Lattenbergstraße zum Schloss Oberhausen. Nächste Stationen sind die Hallburg auf dem Streitbichl sowie die Burg Gruttenstein nördlich der B 20. Der Weg folgt dann der Stadtmauer zum Pulverturm und zum Peter-und-Paul-Turm.

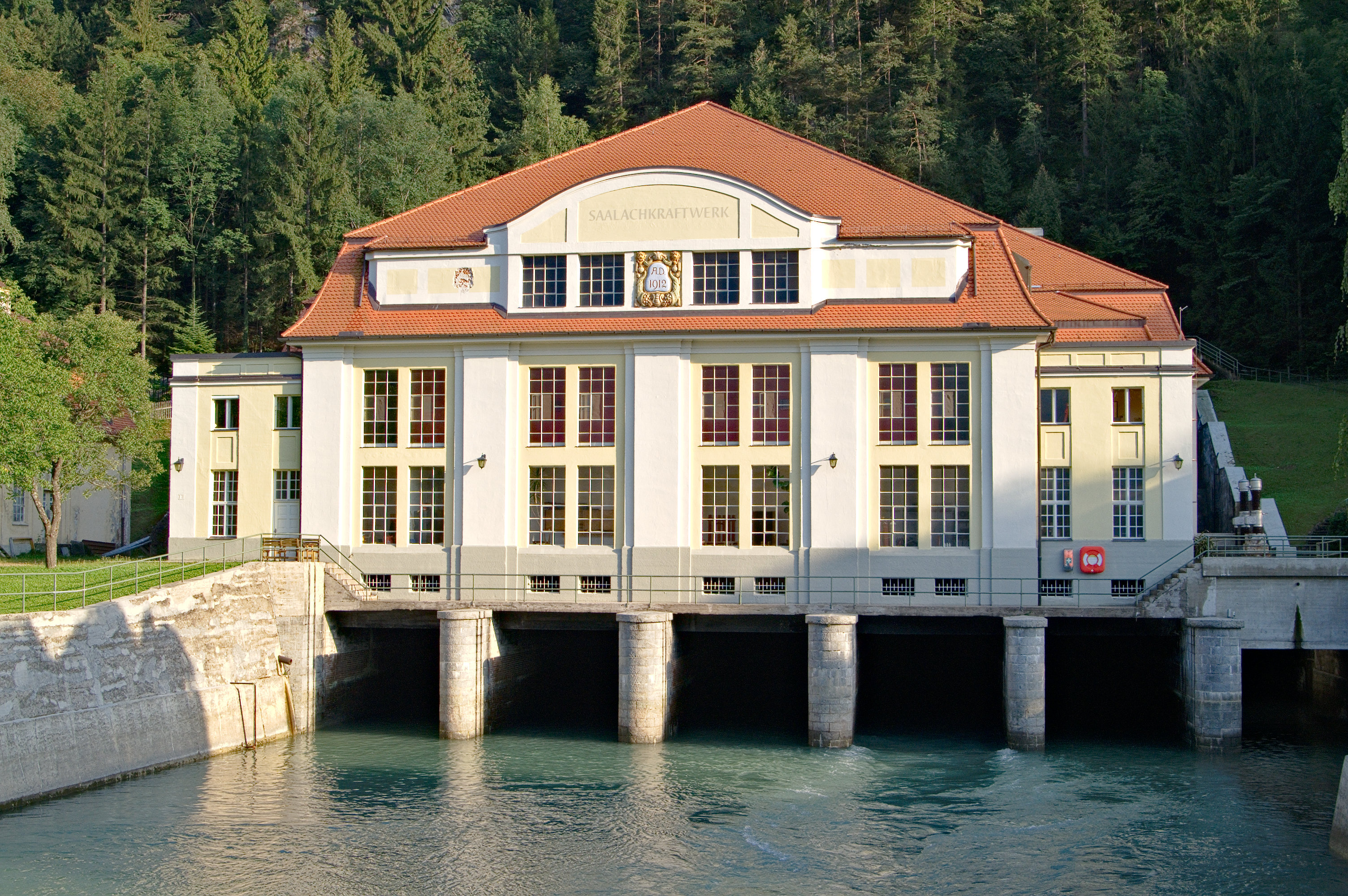
Saalachkraftwerk

Nach der Überquerung der denkmalgeschützten Luitpoldbrücke verläuft der Weg auf der alten Thumseestraße bis zum Kirchberg-Schlössl. Oberhalb des Schlössls stand auf dem sogenannten Doktorberg die Burg Kirchberg, die heute nur noch als Bodendenkmal existiert und von der keine sichtbaren Reste mehr erhalten sind. Der Burgstall befindet sich in unwegsamen Gelände; dieses ist in Privatbesitz und nicht öffentlich zugänglich. Nach wenigen hundert Metern zweigt der Burgenweg hinter dem Unterwasserkanal des historischen Saalachkraftwerks von der Thumseestraße in südlicher Richtung in den Wald ab und führt am Burgstall Vager vorbei. Dieser Burgstall wurde bis zur Entdeckung 2002 im Bereich des Garnei- und Sieben-Palfen-Wegs vermutet. Wie auch die Burg Kirchberg befindet sich der Burgstall Vager in unwegsamem Gelände und ist nicht öffentlich zugänglich. Durch die exponierte Lage auf einem Felssporn besteht dort Absturzgefahr. Von Vager geht es an der Amalienruhe vorbei zur Maut zu Karlstein und zur Turmruine Amerang. Auch diese beiden Burgen liegen in nicht zugänglichem Gelände, insbesondere bei der Ruine Amerang besteht höchste Absturzgefahr. Der Weg folgt dem Soleleitungsweg, vorbei am ehemaligen Brunnhaus Fager bis zum Seemösl östlich des Thumsees.
Vom Thumsee führt der Weg oberhalb der Staatsstraße 2101 in östlicher Richtung zur Schmalschlägerstraße, bis der Fußweg zur Burgruine Karlstein abzweigt. Von der Schmalschlägerstraße verläuft der Burgenweg weiter in Richtung der bronzezeitlichen Siedlungen im Langackertal und über das Nonner Unterland, vorbei am Nonner Kircherl, den Strailachweg nördlich der Saalach und über Staufenbrücke bis zum Mauthaus im Pidinger Ortsteil Mauthausen. Die letzte Station des Burgenwegs ist das Schloss Staufeneck, ebenfalls in Piding. Von dort geht es über die Pidinger Au, die Saalach, die Marzoller Au und den ehemaligen Marzoller Ortsteil Türk zurück zum Ausgangspunkt beim Schloss Marzoll.

## Bauwerke
17 Bauwerke zählen zum Reichenhaller Burgenweg, die laufend nummeriert sind, jedoch nicht alle unmittelbar an der Wanderroute liegen. Die Burgställe liegen meist in unwegsamem Gelände, und oft besteht auch Absturzgefahr. Bei diesen Stationen befinden sich am Wanderweg große Informationstafeln mit wichtigen Informationen über das Bauwerk.
Entlang der Route stehen viele weitere historische Bauwerke, die u. a. in der Liste der Baudenkmäler in Bad Reichenhall oder der Liste der Bodendenkmäler in Bad Reichenhall verzeichnet sind. Weitere sehenswerte Bauwerke an oder in unmittelbarer Nähe des Burgenwegs sind die Pfarrkirche St. Valentin, die Alte Saline, das Ensemble Obere Stadt, die Luitpoldbrücke, das Saalachkraftwerk, die Amalienruhe, der Kugelbachbauer mit Biergarten und Gaststätte, die Wallfahrtskirche St. Pankraz und das Nonner Kircherl.
| Lfd. Nr. | Name                         | Typ                 | Zustand                           | erbaut                        | Höhe ü. NHN | Lage | Öffentlicher Zugang                                                           | Bild |
| -------- | ---------------------------- | ------------------- | --------------------------------- | ----------------------------- | ----------- | ---- | ----------------------------------------------------------------------------- | ---- |
| 1        | Burgruine Karlstein          | Gipfelburg          | Burgruine                         | vor 1150                      | 615 m       | ▼    | jederzeit, Eintritt frei                                                      |      |
| 2        | Turmruine Amerang            | Felsenburg          | Burgruine größtenteils abgegangen | 1140–1180                     | 570 m       | ▼    | unwegsames Gelände, kein öffentlicher Zugang                                  |      |
| 3        | Maut zu Karlstein            | Felsenburg          | abgegangen                        | Hochmittelalter               | 530 m       | ▼    | unwegsames Gelände, kein öffentlicher Zugang                                  |      |
| 4        | Burgstall Vager              | Höhenburg           | abgegangen                        | um 1177                       | 535 m       | ▼    | unwegsames Gelände, kein öffentlicher Zugang                                  |      |
| 5        | Burgstall Kirchberg          | Höhenburg           | abgegangen                        | erste Hälfte 12. Jahrhundert  | 475 m       | ▼    | unwegsames Gelände, kein öffentlicher Zugang                                  |      |
| 6        | Kirchberg-Schlössl           | barockes Gebäude    | saniert                           | 16. Jahrhundert               | 471 m       | ▼    | Gaststätte im Erdgeschoss                                                     |      |
| 7        | Stadtmauer (Bad Reichenhall) | Stadtmauer          | teilweise erhalten                | ab 1220                       | 470–514 m   |      | die Mauerreste befinden sich überwiegend im öffentlichen Raum                 |      |
| 8        | Burg Gruttenstein            | Höhenburg           | bewohnt                           | ab 1218                       | 500 m       | ▼    | Privatbesitz, teilw. geöffnet für Veranstaltungen wie Adventsmärkte           |      |
| 9        | Hallburg                     | Höhenburg           | abgegangen                        | 1144                          | 550 m       | ▼    | unwegsames Gelände, kein öffentlicher Zugang                                  |      |
| 10       | Schloss Oberhausen           | Schloss             | bewohnt                           | 1567                          | 545 m       | ▼    | Privatbesitz                                                                  |      |
| 11       | Burgstall Hagenfels          | Höhenburg           | abgegangen                        | um 1370                       | 765 m       | ▼    | unwegsames Gelände, kein öffentlicher Zugang                                  |      |
| 12       | Burgstall Althaus            | Höhenburg           | abgegangen                        | Spätmittelalter               | 740 m       | ▼    | unwegsames Gelände, kein öffentlicher Zugang                                  |      |
| 13       | Talsperre Hallthurm          | Talsperre           | größtenteils abgegangen           | Mittelalter                   |             | ▼    | Turm nicht zu besichtigen Reste der Talsperre sind im Gelände gut zu erkennen |      |
| 14       | Plainburg                    | Höhenburg           | Burgruine                         | ab etwa 1100                  | 595 m       | ▼    | jederzeit, Eintritt frei                                                      |      |
| 15       | Schloss Marzoll              | Renaissance-Palast  | saniert                           | 16. Jahrhundert               | 480 m       | ▼    | Besichtigung und Führungen zu festen Zeiten                                   |      |
| 16       | Schloss Staufeneck           | Höhenburg           | zeitweise bewohnt                 | ab 1240                       | 515 m       | ▼    | Privatbesitz, derzeit keine Führungen                                         |      |
| 17       | Mauthaus                     | ehemaliges Mauthaus | bewohnt                           | 17. Jahrhundert 1842 erneuert | 460 m       | ▼    | Privatbesitz                                                                  |      |

## Geschichte des Burgenwegs
Der Burgenweg wurde zwischen 2001 und 2004 von Mitgliedern des Heimatkundevereins Reichenhall unter Leitung des Stadtarchivars und Vereinsvorsitzenden Johannes Lang angelegt. Zu diesem Zweck wurden bei verschiedenen Burgställen wie bei der Burg Kirchberg und der Turmruine Amerang archäologische Grabungen durchgeführt. Im Zuge dieser Arbeiten wurde auch der Burgstall Vager entdeckt, dessen Lage bis dahin unbekannt war.